# Wundou
株式会社wundou（ウンドウ　wundou Corporation）は、東京都葛飾区東金町にある企業。スポーツウェアの製造、販売を手がける。

## 概要
東京都葛飾区東金町6丁目6番5号センタービル金町6階に本社を置く。
幅広い年齢層、スポーツジャンル向けにスポーツウェアの企画、製造、販売を行う。徹底した品質管理と地道な営業によって学校関係者からの強い支持がある。
1963年、埼玉県越谷市において「ライオンスポーツ店」開業。1965年、本店を東京の金町に移転。1990年、「株式会社ライオン」設立。
1993年、「FLORIDAWIND」ブランド誕生。2007年、「FLORIDAWIND株式会社」に社名変更。2014年、「株式会社wundou」に社名変更した。
2018年、オンライン旅行会社のアドベンチャーの完全子会社となる。アドベンチャーが持つインターネットマーケティングに関するノウハウを活用し、個人客向けのインターネット通販事業を本格化させた。
2020年、株式譲渡により、石川県の老舗織物会社の丸井織物株式会社の完全子会社となる。

## 事業所
- 本社：〒125-0041 東京都葛飾区東金町6-6-5 センタービル金町6階
  - 金町駅、京成金町駅から徒歩7、8分
  - 東京外環自動車道三郷南インターチェンジから約１０分、駐車場無し
- 大阪配送センター：〒552-0022 大阪府大阪市港区海岸通2丁目6番15 株式会社住友倉庫大阪支店南岸営業所内
  - 大阪港駅から徒歩5分
  - 阪神高速１６号大阪港線天保山出入口から約10分